# Marie Orensanz
Marie Orensanz, née Marí Nalte Orensanz en 1936 à Mar Del Plata en Argentine, est une artiste plasticienne franco-argentine. Elle vit et travaille à Buenos Aires et Paris.

## Biographie
Marie Orensanz étudie la peinture auprès de deux des artistes fondateurs du modernisme argentin : Emilio Pettoruti et Antonio Seguí. De 1955 à1960, elle est en formation à l'atelier Emilio Pettorutti. En 1960, elle se tourne vers l'expressionniste figuratif en intégrant l'atelier d'Antonio Segui. 
Dans les années 1960, elle fait partie de la scène artistique de Buenos Aires. Elle réalise ses premières expositions personnelles en 1963, à Buenos Aires. Les années 1960 sont ensuite marquées par l’arrivée au pouvoir de la junte militaire en Argentine et la répression qui s'ensuit. Cette répression provoque un climat de révolte qui se traduit chez les artistes par un rejet des techniques traditionnelles et des valeurs patriarcales pour un art subversif qui associe engagement politique et nouveaux moyens d’expression artistique. 
En 1969, elle reprend le slogan des ouvriers manifestant contre la suppression de la voie ferrée dans l'exposition El Pueblo de La Gallareta, à Mar del Plata. L’exposition est censurée et ferme ses portes le lendemain du vernissage.
En 1972, elle s’installe  à Milan. Elle s'intéresse  au marbre et aux carrières de Carrare. Elle commence à sculpter des fragments de marbre. À la suite de la rencontre avec un collectionneur déçu qu'elle soit une femme et qui renonce à son achat, elle ajoute un « e » à son prénom Mari. 
En 1975, elle s’installe à Paris. En 1978, elle écrit Manifeste du Fragmentisme, dans lequel elle explique sa démarche conceptuelle. Elle réalise sa première exposition personnelle en France, à la Galerie des Femmes. Elle est naturalisée française. Son travail a fait l'objet de plusieurs rétrospectives, à Buenos Aires en 2007, à Miami en 2014 et à Paris en 2015. Elle participe à l’exposition collective Elles, en 2009 au Centre Pompidou. 

## Œuvres monumentales
- Argentine 2019, Tenemos el poder de elegir, BienalSur Tucuman - Diana Wechsler & Anibal Jozami - 5 m de haut en acier Corten perforé au jet d'eau
- États-Unis 2019, Invisible, Art Basel Cities Miami - sélection Diana Wechsler y Florencia Battiti - adquisition Jorge Perez - 3 m de haut en acier Corten perforé au jet d'eau
- Argentine 2019, Invisible, Colection Privée à Martinez, Buenos Aires - 3 m de haut en acier Corten perforé au jet d'eau
- Suisse 2018, Invisible, BienalSur - Diana Wechsler & Anibal Jozami - Crans Montana adquisition. - 3m de haut en acier Corten perforé au jet d'eau
- Argentine 2017, El ambiente condiciona a la gente, Premier Prix Julio le Parc - The Related Group - Jorge Perez & Carlos Rosso, Buenos Aires
- Argentine 2017, Mas alla del tiempo,  avec BienalSur - Diana Wechsler & Anibal Jozami - 12 aiguilles de 2m à 4m de haut, en acier inox, Placa Seeber, Buenos Aires
- Argentine 2015, Libertad,  Musée de Beaux-Arts Neuquen - 3 m de hauteur en Curten perforé au jet d'eau
- Argentine 2013, Tenemos el poder de elegir, Tigre, Isla del descanso  - 5mtrs de hauteur x 4mts de longueur en deux parties x 0,40 m de profondeur en acier Corten perforé au jet d'eau
- France 2013, Pour qui les honneurs, installation à Saint-Ouen[Lequel ?] de six cloches en acier inox, de 3m de haut dans un espace vert.
- Argentine 2012, El poder creativo comunica a todos, Buenos Aires, Université 3 de Febrero -  5m x 3m de diamètre x 0,50m acier inox de perforé au jet d'eau
- Argentine 2012, Igualdad, Université nationale de San Martín, acier Corten, 5 m de hauteur
- France 2010, Égalité, Paris - Compas en bois de 2,20 m x 1 m x 0,40 m. Collection privée
- Argentine 2009, Las raices son femeninas, Mar del Plata, Plaza Azucena Villaflor - 3 x 1,50 m -  en acier inox perforé au jet d'eau
- Argentine 1999 - 2009, Pensar es un hecho revolucionario, Buenos Aires, Parc de la Mémoire  - 6m de haut x 4m de long en deux parties x 0,40 m de prof en acier Corten perforé au jet d'eau
- France 1991 Lycée W. A. Mozart, Le Blanc-Mesnil. Marbre de Carrare, 230x350x40cm, texte gravé. Selec architequetes Paul Chemetov et Borja Huidobro.

## Expositions personnelles
- Fragmentismo, Galerie des Femmes, Paris, 1975
- Galerie in der Wendelinskapelle, Marbach, 1991
- Galerie Entre-Temps, La Roche-sur-Yon, 1992
- Papiers pliés, galerie Franka Berndt, Paris, 1994
- Où va le chemin, centre culturel Recoleta, Buenos Aires, Argentine, 1994
- Espace-Temps, ICI, Buenos Aires, Argentine. Texte de Carlos Izcovich, 1995
- Rojas Mix, Espagne, 1995
- Femmes Ibéro-américaines, Junta de l’Extremadure, Espagne, 1995
- Sculptures, centre culturel de Montrouge, 1995
- Transferts, Maison de l’Amérique latine, Paris, 1995
- La Vènerie, Bruxelles, Belgique 1996
- Les feuilles de la vie, musée national des Beaux Arts, Buenos Aires, Argentine, 1998
- Musée d’Art Moderne, Buenos Aires, Argentine, 1999
- Variations sur un même thème, Musée Castagnino, Rosario, Argentine, 2003
- En attendant le nouveau printemps, Musée des Beaux Arts, Buenos Aires, Argentine, 2003
- Différentes formes… et une même pensée, Complexe culturel de Santa Cruz, Rio Gallegos, 2005
- … parlons …, Musée d’Art Contemporain de Rosario, Argentine, 2007
- Marie Orensanz Retrospectiva 1963 / 2007, Musée d’Art Moderne de Buenos Aires, 2007
- Musée d’Art Moderne de Buenos Aires, Argentine, 2008
- Musée Caraffa , Cordoba, Argentine, 2008
- … pour qui ? … les honneurs …., School Gallery Paris, 2009
- Tout ce qui se voit et tout ce qui est caché , Maison de l’Amérique latine, Paris, 2010
- Musée d’art Contemporain Latino Américain, Los Angeles, 2012
- Works from the 70’s, Alejandra von Hartz gallery, Miami , États-Unis, 2014
- 1975 > 2015  40 ans de réflexion, School Gallery / Olivier Castaing, Paris, 2015
- ArteBA, Buenos Aires, Galerie Alejandra von Hartz, 2016
- ArcoMadrid, Alejandra von Hartz Gallery, Miami, États-Unis, 2017
- Frangmentism: Drawing on Marble, Sicardi Ayers Bacino, Houston, États-Unis, 2019

## Prix et distinctions
- prix Pio Collivadino au Salon National, Buenos Aires, 1963
- prix de l’artiste étrangère au 80e Salon de l'Union des Femmes Peintres, Sculpteurs, Graveurs et Décorateurs au Musée d'Art Moderne de la Ville de Paris, 1964
- Chevalière de l'Ordre des Arts et des Lettres, 2019
- Prix Aware, 2020[5]